# Cleonymia fatima
Cleonymia fatima är en fjärilsart som beskrevs av Bang-haas 1907. Cleonymia fatima ingår i släktet Cleonymia och familjen nattflyn. Inga underarter finns listade i Catalogue of Life.